# Schippia
Genre
Classification phylogénétique
Espèces de rang inférieur
- Schippia concolor

Schippia est un genre de palmiers, plantes de la famille des Arecaceae (Arécacées). Il est endémique du Belize. Ce genre contient l'unique espèce suivante :
- Schippia concolor

## Classification
- Famille des Arecaceae
  - Sous-famille des Coryphoideae
    - Tribu des Cryosophileae [1]